# Edifici ad energia quasi zero e ad emissione quasi zero Italia
Un edificio a energia quasi zero (c.d. nZEB) è una costruzione edilizia ad altissima prestazione energetica, il cui fabbisogno di energia è molto basso o quasi nullo e dovrebbe essere coperto in misura molto significativa da energia proveniente da fonti rinnovabili. 
Tale concetto è stato introdotto per la prima volta dalla direttiva 2010/31/CE (c.d. EPBD) e a partire dal 1º gennaio 2021, in Italia, è stato previsto che tutti gli edifici privati di nuova costruzione o demoliti e in seguito ricostruiti siano tali. 
Ad oggi, in Italia, la materia nZEB è regolata dal D.Lgs 17 giugno 2020, n. 48, le caratteristiche e i requisiti minimi richiesti affinché l’edificio possa essere qualificato a energia quasi zero sono contenuti nel DM 26 giugno del 2015 e per favorire la crescita di questa tipologia di edifici è stato adottato un Piano d'azione nazionale (c.d. PANZEB) contenuto nell’Allegato I del DM 19 giugno 2017. 
Gli edifici a energia quasi zero però non costituiscono l’unica soluzione a basso impatto ambientale. Recentemente infatti, il World GBC, ha attivato il progetto Advancing Net Zero per promuovere l’obiettivo della decarbonizzazione e rimuovere gli ostacoli che ne limitano l’attuazione. Il progetto prevede un impegno chiamato “Net Zero Carbon Building” e tale definizione indica proprio gli edifici ad emissione quasi zero (c.d.nZCB), e cioè quelli che per funzionare producono una quantità di emissioni gas serra nulla o quasi, attraverso il consumo di energia rinnovabile e pulita, a basso impatto ambientale, e che ricorrono a soluzioni come il raffreddamento passivo, l’isolamento dell’involucro, la riduzione degli sprechi, lo sfruttamento di risorse locali e a soluzioni impiantistiche efficienti.

### Esplicative
1. ↑  Compresa l’energia da fonti rinnovabili prodotta in loco o nelle vicinanze.
2. ↑  Per gli edifici pubblici l’obbligo decorreva a partire dal 1º gennaio 2019.
3. ↑  il quale ha attuato la direttiva europea 2018/844.
4. ↑  WORLD GBC: World green building council.

### Bibliografiche
1. ↑   DIRETTIVA 2010/31/UE DEL PARLAMENTO EUROPEO E DEL CONSIGLIO del 19 maggio 2010 sulla prestazione energetica nell’edilizi, su eur-lex.europa.eu.
2. ↑   Decreto del Ministero dello sviluppo economico 26 giugno 2015 (PDF), su ambientesicurezzaweb.it.
3. ↑   Decreto interministeriale 19 giugno 2017 (Panzeb) (PDF), su mise.gov.it.
4. ↑   Allegato I decreto interministeriale 19 giugno 2017 (PDF), su mise.gov.it.
5. ↑   Advancing Net Zero Status Report 2020 (PDF), su worldgbc.org. URL consultato il 5 maggio 2021 (archiviato dall'url originale il 3 maggio 2021).
6. ↑   WorldGBC Net Zero Carbon Buildings Commitment (PDF), su worldgbc.org. URL consultato il 5 maggio 2021 (archiviato dall'url originale il 9 marzo 2021).